# Pirata alachuus
Pirata alachuus este o specie de păianjeni din genul Pirata, familia Lycosidae, descrisă de Willis J. Gertsch și Wallace, 1935. Conform Catalogue of Life specia Pirata alachuus nu are subspecii cunoscute.